# Stanford in the Vale
Pour les articles homonymes, voir Stanford.
Stanford in the Vale est un village et une paroisse civile de l’Oxfordshire, en Angleterre.

## Toponymie
Stanford est un nom d'origine vieil-anglaise qui fait référence à un gué (ford) de pierre (stān). Il apparaît sous la forme Stanford dans le Domesday Book, compilé en 1086. La précision « in the Vale », qui fait référence à la situation du village dans le Vale of White Horse, est attestée pour la première fois en 1496.

## Géographie
Stanford in the Vale se trouve dans le sud-ouest de l'Oxfordshire, à 5 km au sud-est de Faringdon et à 8 km au nord-ouest de Wantage. La route A417 (en) qui relie ces deux villes longe le village au sud-ouest. L'Ock (en), un affluent de la Tamise, coule au sud de Stanford.
Administrativement, la paroisse civile de Stanford in the Vale relève du district non métropolitain de Vale of White Horse. Cette région appartient au comté historique du Berkshire jusqu'en 1974, année de son transfert à l'Oxfordshire en vertu du Local Government Act 1972.

## Histoire
Le Domesday Book indique que le manoir de Stanford compte 51 habitants en 1086 et qu'il appartient au seigneur anglo-normand Henri de Ferrières. Vingt ans plus tôt, avant la conquête normande de l'Angleterre, ce domaine était la propriété de l'Anglais Siward Barn. Il se transmet parmi les comtes de Derby de la famille de Ferrières jusqu'en 1266, lorsque le comte Robert de Ferrières est dépouillé de tous ses biens et titres pour s'être révolté contre Henri III pendant la Seconde guerre des Barons.
Le roi remet le manoir de Stanford au comte de Gloucester et Hertford Gilbert de Clare avant 1276. Il se transmet dans la famille de Clare jusqu'à la mort de Gilbert de Clare à la bataille de Bannockburn en 1314. Comme il n'a pas d'enfants, son héritage est partagé entre ses trois sœurs et leurs maris respectifs. Stanford est ainsi recueilli par l'aînée Éléonore de Clare, femme du baron Hugues le Despenser, favori du roi Édouard II. Malgré sa chute et son exécution en 1326, le manoir reste dans sa famille, passant d'abord à son fils Hugues, puis au neveu de celui-ci, Édouard. Le fils d'Édouard, Thomas, voit ses biens confisqués pour avoir participé à un complot contre le roi Henri IV en 1400.
Le manoir passe alors aux comtes de Warwick en raison du mariage de la fille d'Édouard, Isabelle, avec Richard de Beauchamp. Il se transmet jusqu'à Anne Neville, la femme du roi Richard III. Après la mort de ce dernier à la bataille de Bosworth, en 1485, les biens du couple royal sont confisqués par son vainqueur, Henri VII.

## Démographie
Au recensement de 2011, la paroisse civile de Stanford in the Vale comptait 2 093 habitants.
| 1801 | 1811 | 1821 | 1831 | 1841 | 1851  | 1881 |
| ---- | ---- | ---- | ---- | ---- | ----- | ---- |
| 607  | 677  | 772  | 813  | 970  | 1 032 | 929  |

| 1891 | 1901 | 1911 | 1921 | 1931 | 1951  | 1961 |
| ---- | ---- | ---- | ---- | ---- | ----- | ---- |
| 894  | 728  | 859  | 764  | 753  | 1 240 | 909  |

| 1971  | 1981 | 1991 | 2001 | 2011  | - | - |
| ----- | ---- | ---- | ---- | ----- | - | - |
| 1 459 | ?    | ?    | ?    | 2 093 | - | - |

## Culture locale et patrimoine

### Lieux et monuments
L'église paroissiale de Stanford in the Vale, dédiée à saint Denis, remonte à la fin du XIIe siècle. Elle constitue un monument classé de grade I depuis 1966.
Le village abrite plusieurs monuments classés de grade II*, correspondant à des « édifices particulièrement importants ou d'un intérêt spécial », parmi lesquels :
- The Manor House, une maison fondée au XVIe siècle et agrandie au début du XVIIIe siècle[9] ;
- Orchard House, une maison de 1635[10] ;
- Coxs Hall, un manoir construit à la fin du XVIIe siècle[3] ou au début du XVIIIe siècle[11] pour la famille Cox.

### Jumelage
Stanford in the Vale est jumelée avec :
- Saint-Germain-du-Corbéis (France) depuis le 6 mai 1990[12].